# Смирнов, Виталий Георгиевич
Виталий Георгиевич Смирнов (род. 14 февраля 1935, Хабаровск) — почётный президент Олимпийского комитета России, член МОК и исполкома ОКР. После того как МОК в декабре 2011 года покинул Жоао Авеланж, Смирнов стал членом МОК с самым продолжительным стажем — более 40 лет (с 1971 года). Всего был членом МОК на протяжении 44 лет (1971—2015), после чего стал его почётным членом. Полный кавалер ордена «За заслуги перед Отечеством». Герой Труда Российской Федерации (2025).

## Биография
В 1958 году окончил Государственный центральный ордена Ленина институт физической культуры (ГЦОЛИФК) и начал работать в отделе физкультуры и спорта Московского областного комитета ВЛКСМ. С 1960 года — председатель Московского областного совета Союза спортивных обществ и организаций. В 1962—1972 годах — председатель Федерации водного поло СССР.
С 1962 года — на выборной комсомольской работе: второй, первый секретарь Московского комитета ВЛКСМ. В 1968—1970 годах — первый секретарь Пушкинского горкома КПСС (Московская область).
С 1970 года — заместитель председателя Комитета по физической культуре и спорту при Совете министров СССР. С марта 1977 года — первый заместитель председателя оргкомитета Игр XXII Олимпиады 1980 года в Москве. С 1981 года — председатель Комитета по физической культуре и спорту при Совете министров РСФСР. С 1990 года — председатель Олимпийского комитета СССР.
С 1992 по 2001 год — президент Олимпийского комитета России, с 2001 года — его почётный президент. Со 2 сентября 2005 года — член Совета при Президенте Российской Федерации по физической культуре и спорту, с 26 сентября 2007 года — член Совета при Президенте Российской Федерации по развитию физической культуры и спорта, спорта высших достижений, подготовке и проведению XXII зимних Олимпийских игр и XI зимних Параолимпийских игр 2014 года в г. Сочи, с 24 марта 2008 года — член Совета при Президенте Российской Федерации по развитию физической культуры и спорта, спорта высших достижений, подготовке и проведению XXII Олимпийских зимних игр и XI Паралимпийских зимних игр 2014 года в г. Сочи.

### Работа вМеждународном олимпийском комитете (МОК)
Член МОК с 1971 по 31 декабря 2015 года.
В 1972—1978 годах — член Комиссии МОК по олимпийской программе. В 1973—1975 годах — член Комиссии МОК по олимпийской солидарности. В 1974—1978, 1986—1990 годах — член исполнительного комитета МОК. В 1978—1982, 1990—1994, 2001—2005 годах — вице-президент МОК. В 1978—1982, 1991—1995, 2003—2004 годах — член Совета Олимпийского ордена. В 1979—1982 годах — член Трёхсторонней комиссии МОК.
В 1983—1991 годах — председатель Комиссии МОК по олимпийской программе. В 1986—1990, 1991—1995 годах — член Комиссии МОК по олимпийском движению. В 1992—1994 годах — член Подготовительной комиссии XII Олимпийского конгресса
В 1992—1998 годах — председатель Комиссии МОК по допуску. С 2002 года — член Комиссии МОК по международным связям. В 2002 году — член Комиссии МОК по завершению реформы МОК 2000 года. С 2006 года — член Комиссии МОК по подготовке конгресса 2009 года.

### Независимая общественная антидопинговая комиссия
В июле 2016 года возглавил Независимую общественную антидопинговую комиссию, которая была создана по инициативе Президента России Владимира Путина. В состав комиссии вошли более 30 известных деятелей российского спорта, спортсменов, учёных, представителей науки и искусства. Ключевой задачей комиссии стали создание и реализация Национального плана по борьбе с допингом, а также помощь в урегулировании допингового кризиса в российском спорте.

## Награды

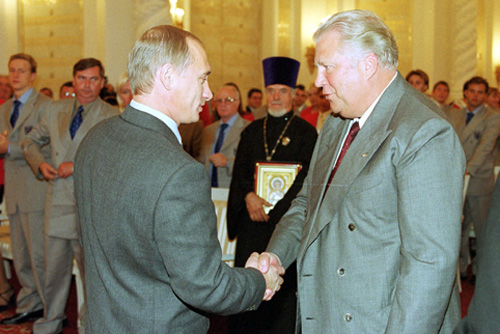
В. В. Путин и В. Г. Смирнов (ныне — член МОК, почётный президент ОКР)

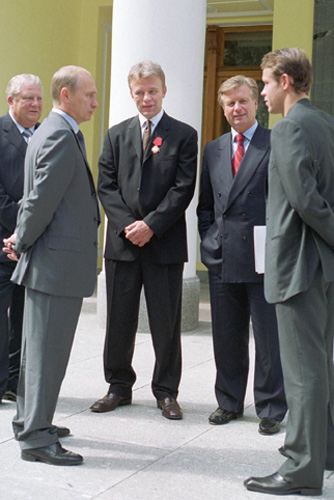
Слева направо: Смирнов, Владимир Путин, Вячеслав Фетисов, Леонид Тягачёв, Павел Буре

- Герой Труда Российской Федерации (1 февраля 2025 года) — за особые заслуги в развитии отечественного спорта и олимпийского движения[5]
- Орден «За заслуги перед Отечеством» I степени (30 января 2020 года) — за выдающиеся заслуги в развитии спорта и олимпийского движения[6]
- Орден «За заслуги перед Отечеством» II степени (19 апреля 2001 года) — за большой вклад в развитие физической культуры и спорта, высокие спортивные достижения на Играх XXVII Олимпиады 2000 года в Сиднее[7]
- Орден «За заслуги перед Отечеством» III степени (26 августа 1996 года) — за заслуги перед государством и большой личный вклад в развитие отечественного спорта[8]
- Орден «За заслуги перед Отечеством» IV степени (22 апреля 2010 года) — за большие заслуги в развитии отечественного спорта и активную общественную деятельность[9]
- Орден Александра Невского (2015 год)[10]
- Орден Почёта (22 апреля 1994 года) — за высокие спортивные достижения на XVII зимних Олимпийских играх 1994 года[11]
- Орден Трудового Красного Знамени (1985 год)[12]
- Орден Дружбы народов (14 ноября 1980 года) — за большую работу по подготовке и проведению Игр XXII Олимпиады[13]
- 3 ордена «Знак Почёта» (1966, 1970 и 1976 годы)[12][14]
- Благодарность Президента Российской Федерации (6 августа 2007 года)— за активное участие в работе по обеспечению победы заявки города Сочи на право проведения XXII зимних Олимпийских и XI Паралимпийских игр в 2014 году[15]
- Орден «Дружба» (Азербайджан, 12 февраля 2015 года) — за вклад в развитие олимпийского движения и за заслуги в деле расширения связей в области спорта между Азербайджанской Республикой и Российской Федерацией[16]
- Орден «Полярная Звезда» (3 июля 2008 года, Якутия) — за выдающиеся заслуги перед олимпийским движением и отечественным спортом, большой личный вклад в развитие детско-юношеского спорта, становление и проведение Международных спортивных игр «Дети Азии» в Республике Саха (Якутия)[12]
- Знак отличия «За заслуги перед Москвой» (14 февраля 2005 года) — за большой личный вклад в развитие международного олимпийского движения и спорта в Москве[17]
- Знак отличия «За заслуги перед Московской областью» (21 марта 2007 года)[18]
- Медаль «В память 30-летия Игр XXII Олимпиады 1980 года в г. Москве» (2010 год)[19]